# 象岛 (南极洲)

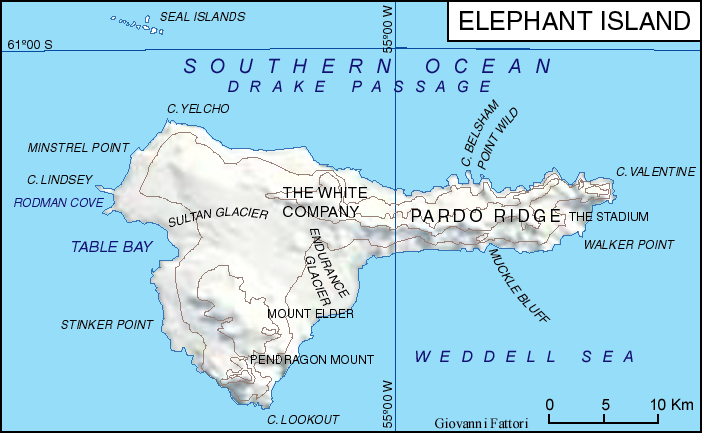
象岛地图

象岛（英語：Elephant Island），是南极洲南极半岛东北的一座岛屿，属南设得兰群岛外围岛屿，位于南乔治亚群岛西南偏西1,290公里，马尔维纳斯群岛以南940公里，合恩角东南890公里。
象岛东西走向，北为德雷克海峡，南为威德尔海，全岛多山，且为冰层覆盖，最高处海拔852米。其得名有不同说法，一说为在岛上发现象海豹而得名，另一说谓此岛得名自形状类似大象之头。